# Josine Koning
Josine Koning (2 de setembro de 1995) é uma jogadora de hóquei sobre a grama neerlandesa, campeã olímpica.

## Carreira
Koning integrou a Seleção Neerlandesa de Hóquei sobre a grama feminino nos Jogos Olímpicos de Verão de 2020 em Tóquio, quando conquistou a medalha de ouro após derrotar a equipe argentina na final da competição por 3–1.